# 월랑초등학교 (제주)
월랑초등학교는 대한민국 제주특별자치도 제주시에 있는 공립 초등학교이다.

## 학교 연혁
- 2001년 12월 13일 : 가칭 ‘제성초등학교’ 설립 계획 수립
- 2006년 9월 6일 : 제주서중학교 이전
- 2007년 1월 10일 : 제주특별자치도 도립학교 설치 조례 일부 개정 공포(월랑초등학교 명칭 및 위치)
- 2007년 3월 3일 : 월랑초등학교 18학급 편성. 개학식 및 입학식
- 2007년 4월 12일 : 월랑초등학교 개교식
- 2007년 8월 27일 : 체육관 및 엘리베이터 시설 준공
- 2008년 3월 1일 : 교육과학기술부지정 학교체육 시범학교 운영(1년)
- 2009년 3월 1일 : 제주특별자치도교육청지정 유아교육 시범학교 운영(2년)
- 2011년 3월 1일 : 제주특별자치도교육청 지정「저작권 교육」 정책 연구학교 운영(2년)
- 2013년 9월 1일 : 지속가능발전교육 연구학교 운영(1년 6월)
- 2013년 9월 6일 : 푸른잔디 운동장 조성 준공
- 2014년 3월 1일 : 교육부요청 제주특별자치도교육청지정 지속가능발전교육 시범학교 운영(1년)
- 2017년 1월 26일 : 운동장 스탠드 비가림 시설 설치
- 2018년 1월 26일 : 제11회 졸업(연인원 1,508명)
- 2018년 3월 1일 : 30학급 인가(특수학급 1학급 포함)
- 2018년 3월 1일 : 제6대 양지혜 교장 부임
- 2019년 1월 25일 : 제 12회 139명 졸업(연인원 1.647명)
- 2019년 3월 1일 : 30학급 인가(특수학급 1학급 포함)
- 2019년 3월 4일 : 2019학년도 입학식(135명 입학)

## 참고 자료
- 월랑초등학교 - 한국교육학술정보원 학교알리미